# Przystawy (powiat szczecinecki)
Przystawy (dawniej: niem. Ernsthöhe) – wieś w Polsce położona w województwie zachodniopomorskim, w powiecie szczecineckim, w gminie Grzmiąca. Leży przy drodze wojewódzkiej nr . 